# 莫尼克山
莫尼克山（Mount Monique），是南極洲的山峰，位於帕爾默地，海拔高度約600米，在1910年1月11日由讓-巴蒂斯特·夏古率領的法國探險隊發現和繪入地圖，現時由南極條約體系管理。
69°45′S 75°30′W / 69.750°S 75.500°W